# 韋斯特加特河
53°14′19″N 8°28′02″E / 53.238612°N 8.467197°E

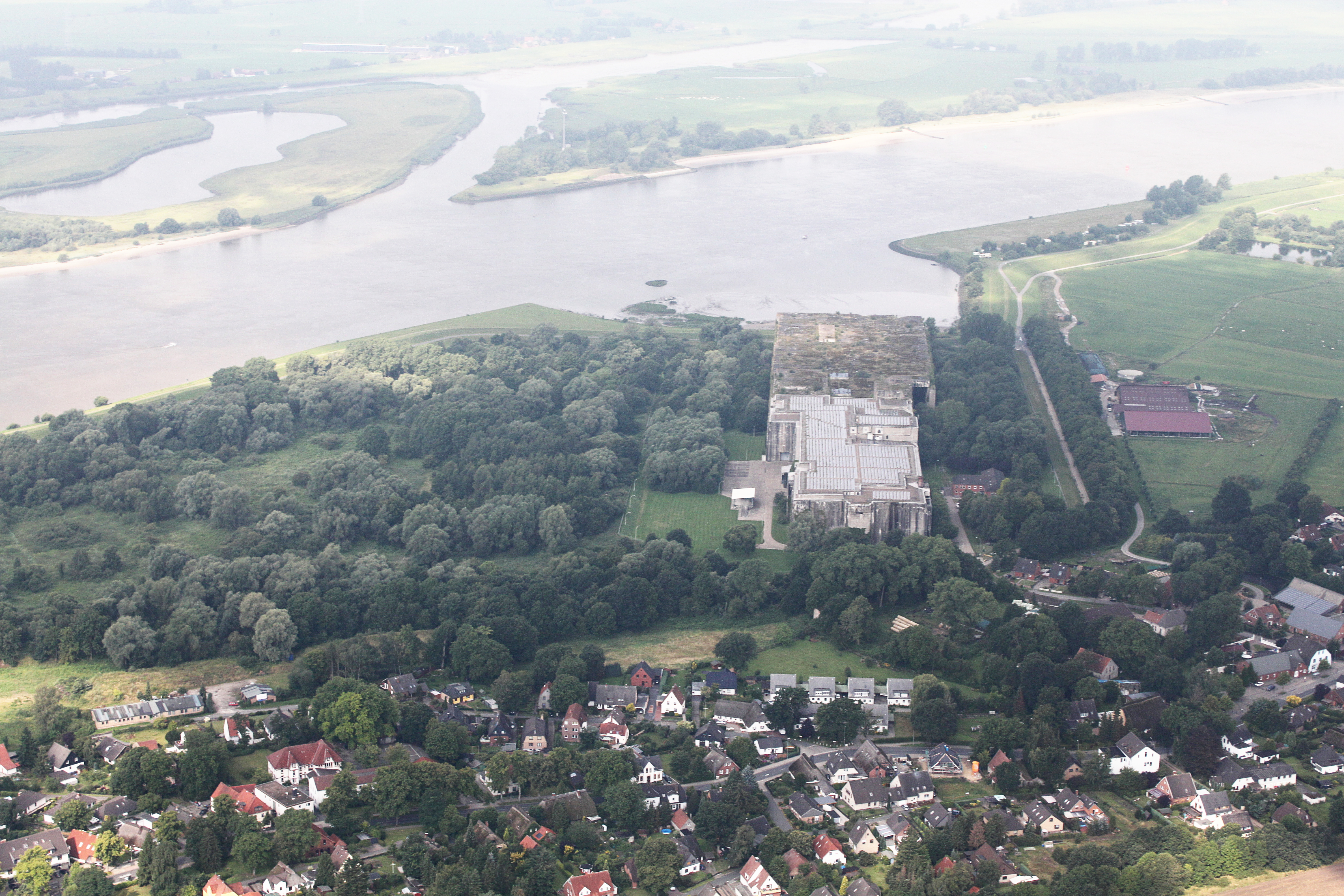

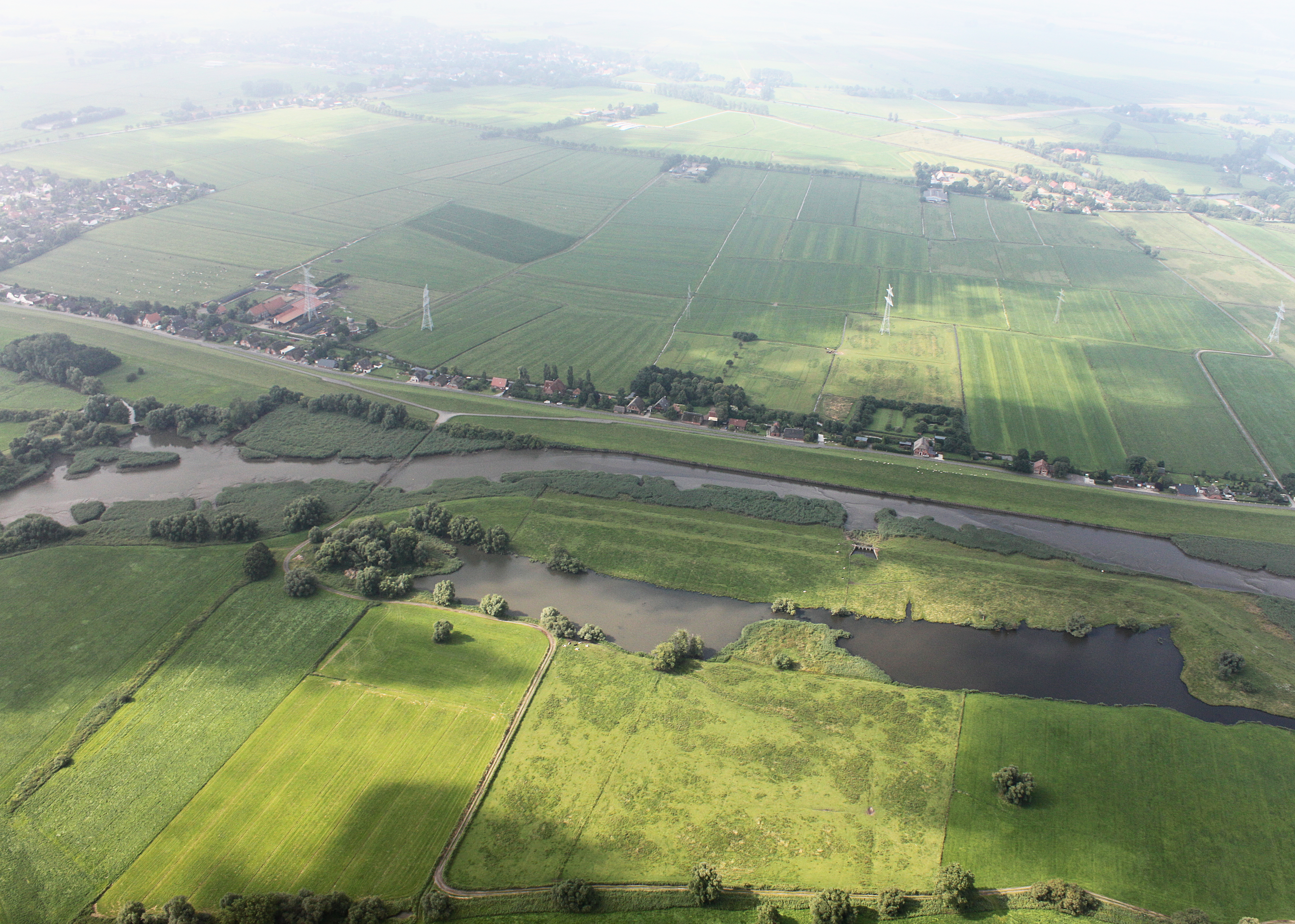

韋斯特加特河（德語：Westergate），是德國的河流，位於該國西北部，流經不來梅州和下薩克森州，屬於威悉河的支流，河道全長7公里，河口處在埃爾斯弗萊特附近。